# 新聞博物館

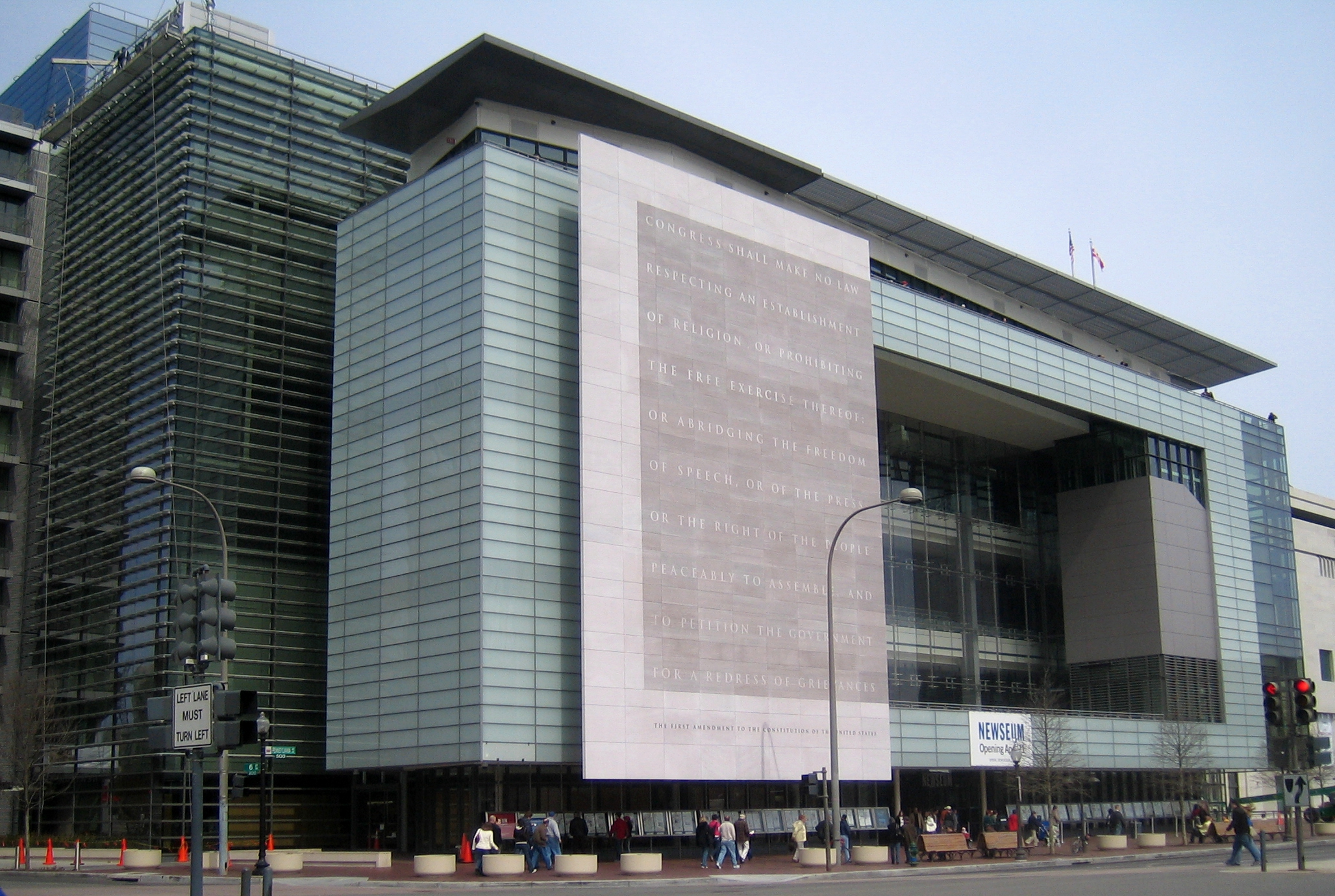
新聞博物館

新聞博物館（NEWSEUM）是美國的一座已关闭的博物館，位於華盛頓哥倫比亞特區。博物館內主要展示與新聞和新聞學有關的展覽品。

## 历史
博物館開業於1997年4月18日，當時位於弗吉尼亞州。博物館共有7層，面積23000平方米，設有15間劇院和14個畫廊。新聞博物館的柏林牆畫廊展示有德國之外最大的柏林牆殘片。今日頭版畫廊則每日展示世界超過80份報紙的頭版。在五年來，新聞博物館已經吸引了超過225萬遊客參觀。新聞博物館是由一個名為Freedom Forum的組織運營的，其目標是「為所有人實現新聞自由、言論自由和自由的精神」。在2000年，Freedom Forum決定將新聞博物館搬遷至現址。新博物館耗資4億5000萬美元，在2008年4月11日開業。因長期虧損，在 2019 年年底結束 11 年1100万参观人次的營業，以三億七千三百萬美金將建筑物賣給约翰斯·霍普金斯大学，以便将该空间用于几个研究生课程。

## 外部連結
- Newseum
- "Today's Front Pages" (Newseum)
- "Newseum Grand Opening" （页面存档备份，存于）